# Costus lucanusianus
Costus lucanusianus là một loài thực vật có hoa trong họ Costaceae. Loài này được J.Braun & K.Schum. mô tả khoa học đầu tiên năm 1889.